# Leichtathletik-Weltmeisterschaften 2022/Teilnehmer (Slowakei)
| Goldmedaillen | Silbermedaillen | Bronzemedaillen |
| ------------- | --------------- | --------------- |
| —             | —               | —               |

Der Leichtathletikverband der Slowakei nahm an den Leichtathletik-Weltmeisterschaften 2022 in Eugene teil. Fünf Athletinnen und Athleten wurden vom slowakischen Verband nominiert.

## Ergebnisse

### Männer

#### Laufdisziplinen
| Athlet           | Disziplin   | Vorlauf | Vorlauf | Halbfinale | Halbfinale | Finale       | Finale |
| Athlet           | Disziplin   | Zeit    | Platz   | Zeit       | Platz      | Zeit         | Platz  |
| ---------------- | ----------- | ------- | ------- | ---------- | ---------- | ------------ | ------ |
| Dominik Černý    | 20 km Gehen |         |         |            |            | 1:29:41 h    | 37     |
| Miroslav Úradník | 20 km Gehen |         |         |            |            | 1:25:40 h    | 25     |
| Miroslav Úradník | 35 km Gehen |         |         |            |            | 2:31:16 h PB | 21     |
| Dominik Černý    | 35 km Gehen |         |         |            |            | 2:35:39 h PB | 31     |

### Frauen

#### Laufdisziplinen
| Athletin        | Disziplin    | Vorlauf | Vorlauf | Halbfinale | Halbfinale | Finale       | Finale |
| Athletin        | Disziplin    | Zeit    | Platz   | Zeit       | Platz      | Zeit         | Platz  |
| --------------- | ------------ | ------- | ------- | ---------- | ---------- | ------------ | ------ |
| Daniela Ledecká | 400 m Hürden | DNF     | DNF     | DNQ        | DNQ        | –            | –      |
| Hana Burzalová  | 35 km Gehen  |         |         |            |            | 2:59:39 h NR | 28     |
| Ema Hačundová   | 35 km Gehen  |         |         |            |            | 3:07:02 h PB | 32     |